# François-de-Paul Baudichon

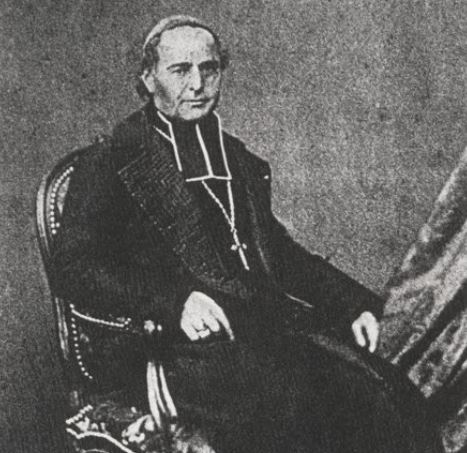
François-de-Paul Baudichon

François-de-Paul Baudichon SSCC (* 18. September 1812 in Sainte-Maure-de-Touraine; † 11. Juni 1882 in Tours) war ein Apostolischer Vikar der Marquesas-Inseln.

## Biographie
François-de-Paul Baudichon trat der Ordensgemeinschaft der Arnsteiner Patres bei, legte die Profess 1837 ab und empfing 1838 die Priesterweihe. Papst Gregor XVI. ernannte am 13. August 1844 ihn zum Apostolischen Vikar von Ost-Ozeanien und Titularbischof von Basilinopolis.
Der Weihbischof in San Juan de Cuyo, José Hilarión Etrura Cevallos OP, spendete ihm am 21. Dezember des nächsten Jahres die Bischofsweihe.
Gregor XVI. ernannte am 9. Mai 1848 ihn zum Apostolischen Vikar der Marquesas-Inseln. Am 17. Januar 1855 verzichtete er auf sein Amt.